# Oro uostas
Oro uostas – przystanek osobowy Kolei Litewskich znajdujący się na terenie wileńskiej dzielnicy Nowy Świat. Zlokalizowany przy wileńskim porcie lotniczym. 

## Historia
Bezpośrednie połączenia kolejowe między lotniskiem i centralnym dworcem rozpoczęto 2 października 2008 roku. Odległość z lotniska do Dworca Centralnego wynosi 4,3 km, podróż trwa 7 minut. Port lotniczy Wilno jest jedynym lotniskiem w krajach bałtyckich, które ma bezpośrednie połączenie kolejowe z centrum miasta. Pociągi kursują codziennie od 5:45 do 21:10. Połączenie jest obsługiwane polskimi składami 620M dostarczonymi przez PESĘ w latach 2008-2011.